# Liste des maires de Gardanne
Cet article dresse une liste par ordre de mandat des maires de Gardanne.

## Liste des maires
| Période                                  | Période      | Identité                 | Étiquette    | Qualité                                                                                                  |
| ---------------------------------------- | ------------ | ------------------------ | ------------ | --- |
| Les données manquantes sont à compléter. |              |                          |              | |
| 1804                                     | an XII       | Joseph Car               |              | |
| juin 1805                                | 1814         | Joseph Antoine Bourgal   |              | |
| 1815                                     | 1817         | Augustin Bourrelly       |              | |
| 1818                                     | 1820         | Louis Antoine Vaussan    |              | |
| 1821                                     | 1825         | François Pontier         |              | |
| 1825                                     | 1827         | Joseph Marin             |              | |
| 1828                                     | 1829         | Joseph Vaussan           |              | |
| 1830                                     | 1839         | Jean-Baptiste Girard     |              | |
| 1840                                     | 1847         | Auguste Baret            |              | |
| 1848                                     | 1852         | Octave Valette           |              | |
| 1853                                     |              | Paul Escoffier           |              | |
| 1858                                     | 1859         | François Girard          |              | |
| 1860                                     | août 1868    | François Martin Deleuil  |              | |
| août 1868                                | 1870         | Octave Valette           |              | |
| 1871                                     | 1871         | Ferdinand Maurel         |              | |
| 1872                                     | 1873         | Maisoncelle de Richemont |              | |
| 1874                                     | 1874         | Laurent Laurin           |              | |
| 1875                                     | 1875         | Joseph Michel            |              | Intérim                                                                                                  |
| 1875                                     | 1875         | Firmin Baudoin           |              | Intérim                                                                                                  |
| 1876                                     | 1877         | Joseph Delmas            |              | |
| 1878                                     | 1880         | Ferdinand Maurel         |              | Conseiller d'arrondissement                                                                              |
| 1881                                     | 1883         | Firmin Baudoin           |              | |
| 1883                                     | 1891         | Joseph Guirand           |              | Conseiller général de Gardanne                                                                           |
| 1891                                     | 1896         | Léon Poussel             |              | |
| 1896                                     | 1911         | Agricol Maurel           |              | Conseiller général de Gardanne                                                                           |
| 1911                                     | 1912 (décès) | Alphonse Deleuil         |              | Conseiller d'arrondissement                                                                              |
| 1912                                     | 1919         | Elisée Bourtin           |              | Conseiller d'arrondissement                                                                              |
| 1919                                     | 1929         | Robert Deleuil           |              | |
| 1929                                     | 1941         | Victor Savine,           | SFIO         | |
| 1941                                     | 1944         | Jules Goulet             |              | |
| août 1944                                | mars 1971    | Victor Savine            | SFIO puis PS | Conseiller général de Gardanne (1945-1976) Président du conseil général des Bouches-du-Rhône (1964-1967) |
| mars 1971                                | mars 1977    | Philémon Lieutaud        | PS           | |
| mars 1977                                | 2015         | Roger Meï                | PCF          | Conseiller général de Gardanne (1976-1998) Député (1996-2002)                                            |
| 26 juillet 2015,                         | 2020         | Roger Meï,               | PCF          | Conseiller général de Gardanne (1976-1998) Député (1996-2002)                                            |